# Friedrich Moritz Brauer
Pour les articles homonymes, voir Moritz et Brauer.
Friedrich Moritz Brauer est un entomologiste autrichien, né le 12 mai 1832 à Vienne et mort le 29 décembre 1904 dans cette même ville.
Il fait paraître une importante mise à jour de la classification des insectes en 1885.
Il est professeur à l’université de Vienne.